# 夢見る森
夢見る森（ゆめみるもり）は、1996年2月、NHKのみんなのうたで放送された曲。作詞：今井通子、作曲：中野兼志、歌唱：瀧本瞳。

## 概要
1993年に「環境基本法」が公布・施行された時期の『みんなのうた』は環境問題や自然保護を題材にした楽曲が多くを占めていた。本楽曲もその一つで、自然が与えた美しい森の様子を歌っている。映像は実写で、南半球で生息している動物（ナマケモノなど）や人々が映っていた。
作詞の今井通子は「オー・マイ・ウインド　～空はともだち～」（1991年）以来の起用。歌の瀧本瞳は当時NHK-BSの「にこにこぷんがやってきた」のうたのおねえさんで出演していた。
日本コロムビアから販売のみんなのうた関連のCDには瀧本歌唱で収録。
再放送は初回から20年後の2016年に初めて行われた。